# هوبير فاغنر
هوبير فاغنر (بالبولندية: Hubert Wagner)‏ (4 مارس 1941 في بولندا - 13 مارس 2002 بوارسو في بولندا) هو لاعب كرة طائرة بولندي. شارك في الألعاب الأولمبية الصيفية 1968.

## وصلات خارجية
- هوبير فاغنر على موقع أوليمبيديا (الإنجليزية)